# Las Rozas de Madrid

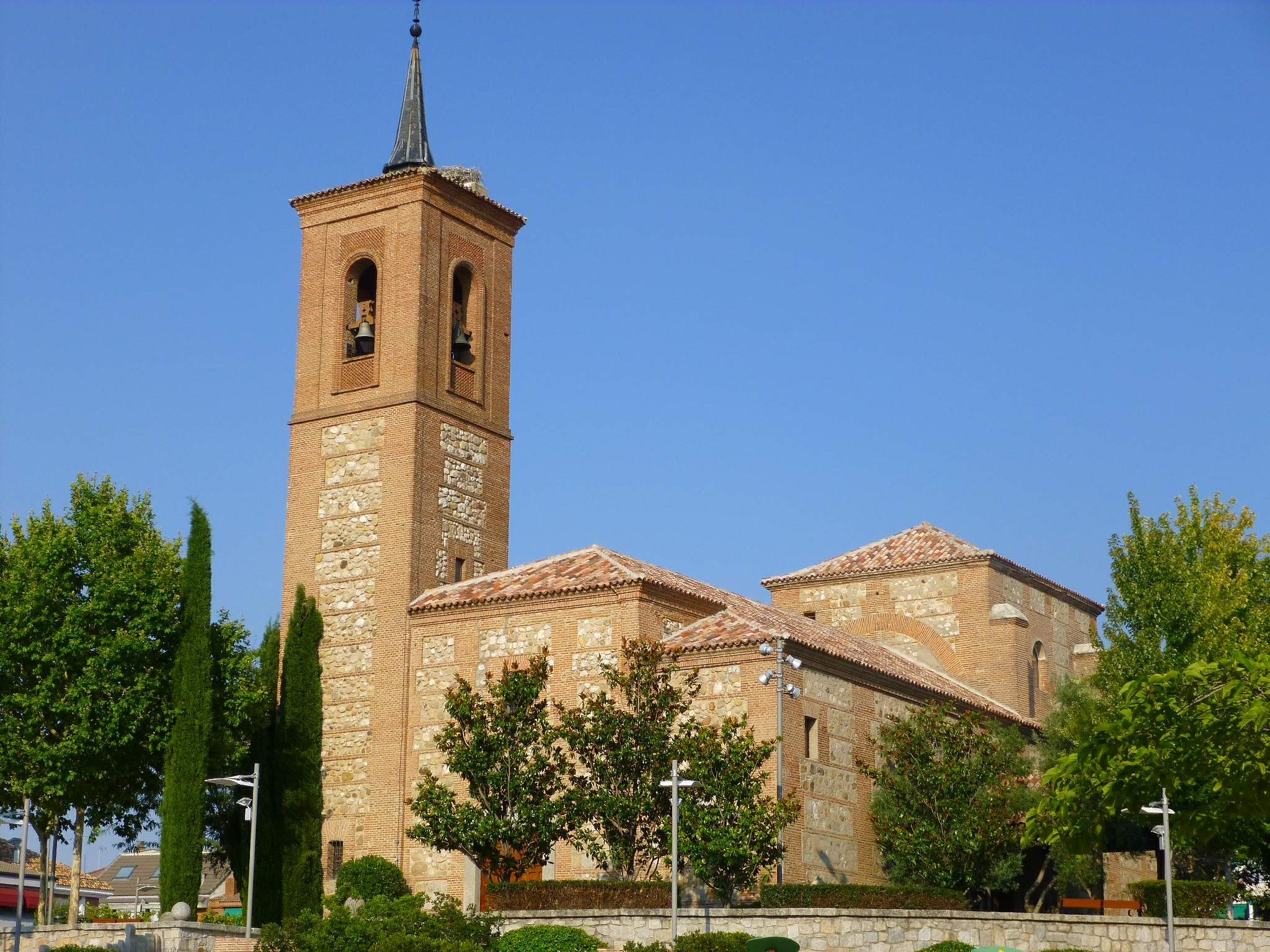
Iglesia de San Miguel Arcángel.

Las Rozas de Madrid (kortform: Las Rozas [las ˈɾoθas]) är en stad och kommun i den autonoma regionen Madrid i centrala Spanien. Staden ligger cirka 17 kilometer nordväst om centrala Madrid. Kommunen har 98 590 invånare (2024), på en yta av 58,31 km².
Kommunen gränsar i norr till Torrelodones, i öster till Madrid, i söder Majadahonda samt i väster till Villanueva del Pardillo och Galapagar. Las Rozas tillhör de kommuner i Madridregionen som har den högsta medelinkomsten. Invånarantalet har också ökat kraftigt, från 5 425 invånare år 1970 till 95 295 invånare år 2021.

## Historia
Enligt några historiker kan Las Rozas vara det gamla Miacum, ett namn från vilket "Madrid" kan härledas, och ursprunget skulle i så fall kunna vara från 200-talet e.Kr. Las Rozas ligger på vägen mellan Segovia och Titulcia, vilket kan vara skälet till stadens placering. Namnet Las Rozas kommer från det kastilianska ordet "roza" som betyder ett område som man för första gången skall använda för odling. Vägen till El Escorial börjar i Las Rozas och den anlades i samband med den första stora befolkningsökningen i området som kom efter grundandet av huvudstaden Madrid och palatset i El Escorial under 1500-talet, då man behövde nya jordbruksområden för att försörja behoven hos den växande befolkningen.
Under det spanska inbördeskriget var området plats för stora strider, minnen från detta finns i form av bunkrar som man fortfarande kan se vid Dehesa de Navalcarbón. Vintern 1936 ryckte de Francotrogna trupperna fram väster om Madrid från baserna vid Brunete, Villaviciosa de Odón och Campamento. Under tät dimma och stark kyla möttes republikaner och nationalister, med understöd från flygvapen, i ett av de grymmaste slagen under spanska inbördeskriget. Invånarna i Las Rozas tog skydd på andra platser i bergen såsom grottorna vid Hoyo de Manzanares. La Iglesia de San Miguel ("Sankt Mikaels kyrka") och alla bostäderna totalförstördes. Vid krigets slut skapade det spanska regeringskansliet (Ministerio de la Gobernación) en styrelse (Dirección general de Regiones Devastadas) för rekonstruktion av byar som hade förstörts under kriget, bland dessa återfanns Las Rozas.

## Kommunikationer
Kommunen är belägen mellan bilvägen Madrid–A Coruña A-6 (som går genom staden och delar den i två olika stora delar) och bilvägen till El Escorial M-505 som börjar i Las Rozas. Även ringleden M-50 ansluter till A-6 i kommunen.
Busslinjer finns till omgivande städer såsom Madrid, Galapagar och Colmenarejo. Madrids pendeltågssystem Cercanías de RENFE har järnvägsstationerna Las Rozas, Las Matas och Pinar inom kommunen.

## Filmstudior
Under 1960-talet byggdes en filmstudio av Samuel Bronston som var tänkt att bli en av de viktigaste i Europa, men förlustprojekt som 55 dagar i Peking (med Ava Gardner som stjärna) gjorde att detta misslyckades.
Vid inspelningen av 55 dagar i Peking deltog många invånare i Las Rozas som statister och som byggnadsarbetare vilka byggde dekoren och även skapade en konstgjord flod som fylldes med hjälp av tankbilar.
Till minne av Samuel Bronston, som är begravd i Las Rozas, uppkallades en tvärgata till Dehesa de Navalcarbón efter honom.